# 高高度核爆発

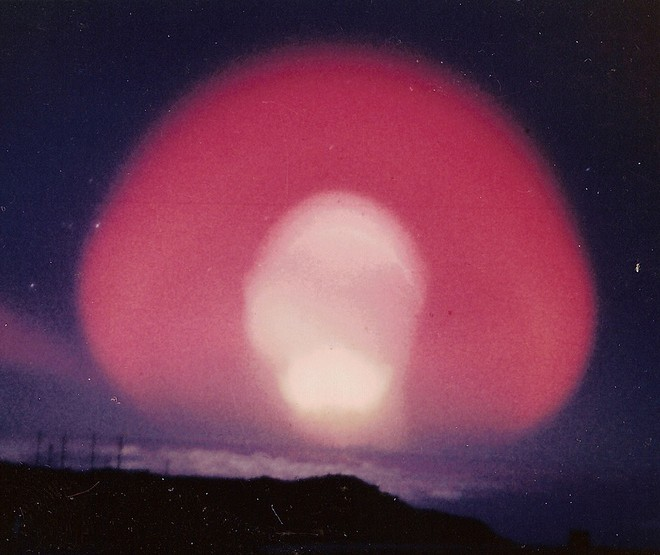
1958年にジョンストン島上空で行われたハードタックI作戦の核実験「ティーク」（3.8メガトン）

高高度核爆発（こうこうどかくばくはつ、High Altitude Nuclear Explosion, HANE）は、高高度における核爆発。強力な電磁パルス（EMP）を攻撃手段として利用し、広範囲での電力インフラストラクチャーや通信、情報機器の機能停止を狙うものである。爆発高度によって分類されるものであり、核兵器の種類や爆発規模などは問わない。

## 概要
高度数十km以上の高層大気圏における核爆発においては、大気が非常に希薄であり、核爆発の効果に関して、高度が上がるにつれ爆風は減少していく。核爆発のエネルギーは電磁放射線が多くを占めることとなる。核爆発により核分裂後10ps（10-11秒）以内に発生したガンマ線（X線）が大気層の高度20 - 40km付近の希薄な空気分子に衝突し電子を叩き出し（コンプトン効果）、叩き出された電子が地球磁場の磁力線に沿って螺旋状に跳び、10ns(1億分の1秒)ほどの急峻な立ち上がりで強力な電磁パルス (EMP) を発生させることとなる。
大気が希薄であることからガンマ線は遠方まで届き、発生した電磁パルスの影響範囲は水平距離で100kmから1,000km程度にまで達する場合がある。この核爆発の影響はEMPによる電子機器障害がほとんどのため、大量破壊兵器の使用であると同時に非致死性の性格も持つ。
高高度核爆発の実験を行ったことが確認されているのはアメリカ合衆国（ジョンストン島とアーガス作戦）、ソビエト連邦（カプースチン・ヤール）の2か国である。これらの実験では周辺で停電などの被害が発生した。
目標までの精密誘導が必要な核ミサイル攻撃に対し、EMP攻撃はミサイルを敵国の上空高高度で小規模の核爆発を起こして発生させるため、技術的にも比較的容易と見られている。
朝鮮民主主義人民共和国（北朝鮮）の朝鮮中央通信は、6回目の核実験を行った2017年9月3日、「高空で爆発させ、広大な地域への超強力なEMP攻撃まで加えられる多機能化された熱核弾頭」を保有していると伝えた。

## 運搬ミサイル
核兵器の高高度への実用的な運搬手段はロケット（ミサイル）のみである。HANEは敵国の上空やその近辺高空で爆発させる核兵器であるといえる。冷戦下の米ソは互いに大陸間弾道ミサイル（ICBM）などを向け合い、ミサイル攻撃やミサイル防衛の開発競争の過程で複数の核弾頭を高高度で爆発させ、2国ではHANEに関するデータを得た。例えばアメリカが行った最初のHANEである1958年のネバダ州ユッカ（Yucca）での実験は、気球により高度26.2km（86,000ft）で爆発した。ジョンストン島における（Teak実験）はレッドストーンロケットで打ち上げられた核弾頭を高度76.8kmで爆発させた。その後、ソーミサイルやX-17ロケットが使われた。現在は部分的核実験禁止条約（PTBT）により高層大気圏核実験そのものが禁止されている。HANE用の運搬ミサイルは、数100km以上に及ぶ影響範囲の広さから、都市や軍事基地を物理的に破壊するための地上攻撃ミサイルに求められる高い命中精度は不要である。

## 被害
EMPは様々な周波数の強力な電磁波であり、波長の適合するあらゆる導体に誘導電流が瞬間的に引き起こされる。このため、必ず全て電子機器が障害されるとは限らないが、外部にアンテナ用の電線を持つものや電磁シールドの無いもので、誘導されたパルス電流への耐圧・耐電流が不十分なものはダメージを受ける。長さのある金属物全てに、瞬間だけ雷が落ちたような状況や、電子レンジ内に入れた金属箔のような状況になる。光ケーブルを除く有線・無線の通信回路、外部から商用電源を受け取っている電源回路、それらの周辺にある電流の抜けていく経路となる回路が、過電流や過電圧で破壊される。EMPは立ち上がりが急峻なので多くの避雷器は機能しない可能性が高いが、高速度で対応するものは有効なものもある。
HANEによるEMPのエネルギー密度は約1ジュール/m2と大きく、半導体素子の損傷に必要な10μジュールから計算すれば数10dBの遮蔽が必要である。
マクロな視点で被害を考えれば、あらゆる放送・通信は長期に亘り機能を失い、工場での生産、交通・運輸・流通システム、送電、金融も大半が機能を失い、すぐには回復できない。
放射能とは違い、人間を含む生物への長期に亘る影響はほとんど無い。ただし、核爆発が起きた瞬間の閃光を直視してしまうと、地上や低空での爆発と同様に網膜を焼く程の威力を持つ。人体も瞬間だけEMPによって電子レンジ内のように少しは加熱されると考えられるが、詳しい予測は現状では出来ない。

### 人体への影響
人体は熱的影響の他、電磁波に晒されることにより生じる電流による影響もうける。
ボランティアによる曝露実験においては、50/60Hzの電界では20kV/mの出力ならば大半の人はこれを感知し、一部の人は5kV/m以下の電界も感知可能と示している。
また、ELF帯域において1A/m2を超えるような電流密度を誘起する強い交流磁界に晒されれば、心室細動すら起こしうる可能性がある。

## 軍事的効果と防衛手段
十分に高高度での爆発であれば、熱線や衝撃波、放射線の地上への影響は最小限度であり、直接の死者は発生しないと考えられ、理屈上は非致死性兵器となるが、交通機関、産業機械、医療機器等のコンピュータが突然機能しなくなった場合の死亡事故や社会的な混乱と、銀行・証券・その他企業での情報機器からの情報喪失は場合によっては従来型の地上への核攻撃以上に悲惨な事態と経済的破滅状態を引き起こすと考えられる。高高度核爆発は電子機器類が主なターゲットであり、被害は精密電子情報機器が普及している先進国の方がより甚大となる。
社会が高度情報化した先進国はこの種の攻撃への防衛がより強く求められるが、現在実戦配備中の弾道ミサイル防衛（BMD）では対流圏外から落下中のミサイルの撃墜が主な手段であり、上昇中や成層圏・宇宙空間での撃墜は開発途上であるので、高高度で爆発する核ミサイルへの対処は現状ではかなり難しいと考えられる。
アメリカ合衆国国防省では「EMP Hardening」という用語でEMPに対する抗甚性技術を表現し、EMPに対して情報通信システムを強化するよう求めている。EMPのエネルギーを一重のシールドで防ぐことは出来ないので、多層の防護を施す必要がある。
こういった新たな形での核攻撃に対しては、日頃から情報・通信機器の電磁的なシールドの強化(光ケーブル化、電子機器や配線をアルミホイルのような金属箔で包む等)やバックアップ体制強化によってしか被害を最小化できない。
EMP攻撃に対する低コストで完全な防護策は存在しないが、仮想敵国がEMP攻撃能力を持つアメリカ、ロシア連邦、中華人民共和国、大韓民国、台湾はある程度の対策を進めている。日本は遅れており、防衛省の電子装備研究所が2017年秋から防護技術の動向調査を始める段階である。
電磁パルスによって、政府の意思決定や命令伝達、反撃・迎撃用ミサイルなどの電子機器が無力化された場合はどうするか？という問題は、間隙を突かれ突破されたフランスの防衛線「マジノ線」の名をとって電子のマジノ線と呼ばれることもある。ただし核保有国の多くは、核ミサイルの一部を潜水艦に搭載して、仮想敵国が所在特定や攻撃をしにくい外洋で行動させている。このためEMPで先制攻撃を行っても、核兵器による報復を完全に封殺することは難しい。

## 環境への影響
HANEによる副次的影響として、核爆発によって誘発されたさまざまな種類の放射性粒子により高空での環境が破壊され以下の問題が数ヶ月から数年に渡り引き起こされる。
- 人工衛星軌道での障害により低軌道の商用衛星や防護されていない軍事衛星が機能を失う
- 電離層の破壊により電波の到達距離が変わる

## 高度別EMP
| 爆発分類 | 高度    | 発生機構           | 電界強度 | 到達範囲 | 周波数範囲  |
| -------- | ------- | ------------------ | -------- | -------- | ----------- |
| 高々度   | >40km   | 地磁気の影響       | 50kV/m   | 大       | DC～数10MHz |
| 高度     | 2～20km | 空気密度の非対称性 | 10kV/m   | 中間     | 1MHz以下    |
| 地表     | 0～2km  | 空/地面の非対称性  | 100kV/m  | 局地的   | 1MHz以下    |

雷の場合は周波数は1MHz以下で電界強度は10 - 数100kV/m程度である。パルスの立ち上がりはHANEの3桁ほど遅い。

## 公式機関
IEC（国際電気標準会議）諮問専門委員会TC77「EMPに関する専門小委員会」の付属委員会SC77CにおいてHANEのEMPを審議してきた。HANEのEMPに対する一般通信電子機器の耐性を扱ってきたが、冷戦後はHigh Power Transient Phenomena（強電界過渡現象）を扱うとされた。1999年には日本もTC77にメンバー入りした。IEC規格の610002-10（Description of Environment Radiated disturbance, Description of HEMP environment conducted disturbance）について、近くJISとして規格される予定である。

## 核実験

### アメリカ
- ドミニク作戦
  - フィッシュボウル作戦（英語版）
  - スターフィッシュ・プライム（英語版）
- アーガス作戦 ‐ 高高度核爆発によって一時的に形成された放射能の煙幕（放射線帯（英語版））では防衛能力が低い上に、地上に発生する悪影響の方が大きいことが確認された[7]。
- ハードタック作戦 - ティーク

### ソビエト・ロシア
- ソビエト連邦によるProjectK核実験（ロシア語版） ‐ 	1961年から1962年にかけて3回行われた。カプースチン・ヤールから弾道弾迎撃試験基地シャリー・シャガンへ向けて核弾頭を積んだミサイルが撃たれた高高度核爆発実験である。核爆弾によって発生したEMPは、当初予定した範囲以上の広範囲に影響が確認された。